# Saoedi-Arabië op het wereldkampioenschap voetbal 2006
Saoedi-Arabië was een van de deelnemers aan het Wereldkampioenschap voetbal 2006 in Duitsland. Het land nam voor de vierde achtereenvolgende keer deel. In 1994 maakte Saoedi-Arabië haar WK-debuut en wist zich sindsdien voor iedere editie te kwalificeren. Verder dan die eerste keer in 1994 kwam het land echter niet. Toentertijd spelend in een groep met Nederland, België en Marokko, wist men de groepsfase door te komen en werd het bij de laatste zestien uitgeschakeld door Zweden. Tijdens de twee daaropvolgende WK's was de groepsfase telkens het eindstation.

## Kwalificatie
Als lid van de AFC stroomde Saoedi-Arabië vanwege haar reputatie pas in de tweede ronde in. Daarin kwam het terecht in groep 8, samen met Turkmenistan, Indonesië en Sri Lanka. Deze groep werd met zes overwinningen uit zes wedstrijden simpel gewonnen. Daarna kwam men in de derde en laatste ronde opnieuw in een groep van vier landen terecht, waarvan er uiteindelijk drie kans zouden maken op een WK ticket. De nummers 1 en 2 uit de groep zouden zich verzekerd weten van het WK, terwijl de nummer drie in de groep het eerst zou moeten opnemen tegen de nummer drie uit de andere groep in de derde ronde. De winnaar van dat duel zou vervolgens aantreden tegen het als vierde geplaatste CONCACAF-land, Trinidad en Tobago.
De uitwedstrijden tegen de op papier zwakkere landen in de finalegroep leverden Saoedi-Arabië dermate grote problemen op dat ze tot twee keer toe genoegen dienden te nemen met een gelijkspel. Tegen Oezbekistan werd het 1-1 en tegen Koeweit 0-0. Deze landen werden in de thuiswedstrijden beiden met 3-0 verslagen. Daarmee was kwalificatie voor het WK al snel duidelijk, maar wist men ook nog tweemaal te winnen van het sterker geachte Zuid-Korea, dat zich als tweede in de groep voor het WK zou plaatsen.

### Wedstrijden

#### Tweede ronde
| 18 februari, 2004 | Saoedi-Arabië | 3 – 0 | Indonesië     |
| 31 maart, 2004    | Sri Lanka     | 0 – 1 | Saoedi-Arabië |
| 9 juni, 2004      | Saoedi-Arabië | 3 – 0 | Turkmenistan  |
| 8 september, 2004 | Turkmenistan  | 0 – 1 | Saoedi-Arabië |
| 12 oktober, 2004  | Indonesië     | 1 – 3 | Saoedi-Arabië |
| 17 november, 2004 | Saoedi-Arabië | 3 – 0 | Sri Lanka     |

### Ranglijst
| Land          | Wed | Win | Gel | Ver | DV | DT | +/- | Pnt |
| ------------- | --- | --- | --- | --- | -- | -- | --- | --- |
| Saoedi-Arabië | 6   | 6   | 0   | 0   | 14 | 1  | +13 | 18  |
| Turkmenistan  | 6   | 2   | 1   | 3   | 8  | 10 | -2  | 7   |
| Indonesië     | 6   | 2   | 1   | 3   | 8  | 12 | -4  | 7   |
| Sri Lanka     | 6   | 0   | 2   | 4   | 4  | 11 | -7  | 2   |

#### Derde ronde
| 9 februari, 2005  | Oezbekistan   | 1 – 1 | Saoedi-Arabië |
| 25 maart, 2005    | Saoedi-Arabië | 2 – 0 | Zuid-Korea    |
| 30 maart, 2005    | Koeweit       | 0 – 0 | Saoedi-Arabië |
| 3 juni, 2005      | Saoedi-Arabië | 3 – 0 | Koeweit       |
| 8 juni, 2005      | Saoedi-Arabië | 3 – 0 | Oezbekistan   |
| 17 augustus, 2005 | Zuid-Korea    | 0 – 1 | Saoedi-Arabië |

### Ranglijst
| Land          | Wed | Win | Gel | Ver | DV | DT | +/- | Pnt |
| ------------- | --- | --- | --- | --- | -- | -- | --- | --- |
| Saoedi-Arabië | 6   | 4   | 2   | 0   | 10 | 1  | +9  | 14  |
| Zuid-Korea    | 6   | 3   | 1   | 2   | 9  | 5  | -4  | 10  |
| Oezbekistan   | 6   | 1   | 2   | 3   | 7  | 11 | -4  | 5   |
| Koeweit       | 6   | 0   | 1   | 4   | 4  | 13 | -9  | 4   |

## Groep H
Spanje was zoals zo vaak outsider voor de titel, de bejaarde coach Luis Aragonés besloot eindelijk voor de jongere generatie te kiezen, spelers als Xavi en Xabi Alonso hadden nu wel een basisplaats, spelers als Andrés Iniesta en de nog 19-jarige Cesc Fàbregas debuteerden in het nationale team. Het was tekenend dat aanvoerder en belangrijkste speler van zijn generatie Raúl nauwelijks nog een basisplaats had, Aragonés gaf regelmatig de voorkeur aan David Villa en Fernando Torres. Tegen Oekraïne gaf dit team zijn visite-kaartje af, met 4-0 werd het vooraf hoog ingeschatte land opgerold, Villa scoorde tweemaal, Torres eenmaal, Raúl zat op de bank. Tegen Tunesië ging het stukken moeilijker, een kwartier voor tijd brak reserve Raúl de ban met de gelijkmaker, uiteindelijk won Spanje met 3-1 door twee doelpunten van Fernando Torres.
Oekraïne herstelde zich met een 4-0 overwinning op Soedi Arabië, de wedstrijd tegen Tunesië was nu beslissend voor plaatsing voor de achtste finales, Tunesië moest winnen. Aangezien beide teams vooral bedreven waren in defensief en angstig spel viel er weinig te genieten, de wedstrijd werd in het voordeel van Oekraïne beslist dankzij een benutte strafschop van Andrij Sjevtsjenko na een door hem uitgelokte strafschop. Bij Saoedi-Arabië namen doelman Mohamed Al-Deayea en aanvaller Sami Al-Jaber afscheid van het nationale team, ze hadden beiden meer dan 150 interlands gespeeld.
| Land          | Wed | Win | Gel | Ver | DV | DT | +/− | Pnt |
| ------------- | --- | --- | --- | --- | -- | -- | --- | --- |
| Spanje        | 3   | 3   | 0   | 0   | 8  | 1  | 7   | 9   |
| Oekraïne      | 3   | 2   | 0   | 1   | 5  | 4  | 1   | 6   |
| Tunesië       | 3   | 0   | 1   | 2   | 3  | 6  | −3  | 1   |
| Saoedi-Arabië | 3   | 0   | 1   | 2   | 2  | 7  | −5  | 1   |

|                                               |                                             |       |          |                                                                              |
| 14 juni 2006 «onderlinge duels» 15:00 (UTC+2) | Spanje                                      | 4 – 0 | Oekraïne | Zentralstadion, Leipzig Toeschouwers: 43.000 Scheidsrechter: Massimo Busacca |
| 14 juni 2006 «onderlinge duels» 15:00 (UTC+2) | Alonso 13' Villa 17' (pen.), 48' Torres 81' |       |          | Zentralstadion, Leipzig Toeschouwers: 43.000 Scheidsrechter: Massimo Busacca |

|                                               |                        |       |                             |                                                                         |
| 14 juni 2006 «onderlinge duels» 18:00 (UTC+2) | Tunesië                | 2 – 2 | Saoedi-Arabië               | Allianz Arena, München Toeschouwers: 66.000 Scheidsrechter: Mark Shield |
| 14 juni 2006 «onderlinge duels» 18:00 (UTC+2) | Jaziri 23' Jaïdi 90+2' |       | 57' Al Qahtani 84' Al-Jaber | Allianz Arena, München Toeschouwers: 66.000 Scheidsrechter: Mark Shield |

|                                               |               |                                                      |          |                                                                     |
| 19 juni 2006 «onderlinge duels» 18:00 (UTC+2) | Saoedi-Arabië | 0 – 4                                                | Oekraïne | AOL Arena, Hamburg Toeschouwers: 50.000 Scheidsrechter: Graham Poll |
| 19 juni 2006 «onderlinge duels» 18:00 (UTC+2) |               | 4' Rusol 36' Rebrov 46' Sjevtsjenko 84' Kalinichenko |          | AOL Arena, Hamburg Toeschouwers: 50.000 Scheidsrechter: Graham Poll |

|                                               |                                 |       |          |                                                                                       |
| 19 juni 2006 «onderlinge duels» 21:00 (UTC+2) | Spanje                          | 3 – 1 | Tunesië  | Gottlieb-Daimler-Stadion, Stuttgart Toeschouwers: 52.000 Scheidsrechter: Carlos Simon |
| 19 juni 2006 «onderlinge duels» 21:00 (UTC+2) | Raúl 71' Torres 76' (pen.), 90' |       | 8' Mnari | Gottlieb-Daimler-Stadion, Stuttgart Toeschouwers: 52.000 Scheidsrechter: Carlos Simon |

|                                               |               |             |        |                                                                                        |
| 23 juni 2006 «onderlinge duels» 16:00 (UTC+2) | Saoedi-Arabië | 0 – 1       | Spanje | Fritz-Walter-Stadion, Kaiserslautern Toeschouwers: 46.000 Scheidsrechter: Coffi Codjia |
| 23 juni 2006 «onderlinge duels» 16:00 (UTC+2) |               | 36' Juanito |        | Fritz-Walter-Stadion, Kaiserslautern Toeschouwers: 46.000 Scheidsrechter: Coffi Codjia |

|                                               |                        |       |         |                                                                              |
| 23 juni 2006 «onderlinge duels» 16:00 (UTC+2) | Oekraïne               | 1 – 0 | Tunesië | Olympiastadion, Berlijn Toeschouwers: 72.000 Scheidsrechter: Carlos Amarilla |
| 23 juni 2006 «onderlinge duels» 16:00 (UTC+2) | Sjevtsjenko 70' (pen.) |       |         | Olympiastadion, Berlijn Toeschouwers: 72.000 Scheidsrechter: Carlos Amarilla |

## Wedstrijden gedetailleerd
WK voetbal 2006 (Groep H) Tunesië - Saoedi-Arabië
WK voetbal 2006 (Groep H) Saoedi-Arabië - Oekraïne
WK voetbal 2006 (Groep H) Saoedi-Arabië - Spanje
SAFF · A-internationals · Selecties · Bondscoaches · Statistieken · Saoedi-Arabisch vrouwenelftal · Saoedi-Arabië U21 · Saoedi-Arabië U20 · Saoedi-Arabië U19 · Saoedi-Arabië U18 · Saoedi-Arabië U17
1950 – 1959 · 
1960 – 1969 · 
1970 – 1979 · 
1980 – 1989 · 
1990 – 1999 · 
2000 – 2009 · 
2010 – 2019 ·
2020 − 2029
WK 1994 · 
WK 1998 · 
WK 2002 · 
WK 2006 · 
WK 2018
OS 1984 · 
OS 1996 · 
OS 2020
1957 · 
1958 · 1959 · 1960 · 
1961 · 
1962 · 
1963 · 
1964 · 1965 · 1966 · 
1967 · 
1968 · 
1969 · 
1970 · 
1971 · 
1972 · 
1973 · 
1974 · 
1975 · 
1976 · 
1977 · 
1978 · 
1979 · 
1980 · 
1981 · 
1982 · 
1983 · 
1984 · 
1985 · 
1986 · 
1987 · 
1988 · 
1989 · 
1990 · 
1991 · 
1992 · 
1993 · 
1994 · 
1995 · 
1996 · 
1997 · 
1998 · 
1999 · 
2000 · 
2001 · 
2002 · 
2003 · 
2004 · 
2005 · 
2006 · 
2007 · 
2008 · 
2009 · 
2010 · 
2011 · 
2012 · 
2013 ·
2014 ·
2015 ·
2016 ·
2017 ·
2018 ·
2019 ·
2020 ·
2021 ·
2022 ·
2023
Afghanistan · 
Albanië ·
Algerije · 
Angola · 
Argentinië · 
Australië · 
Azerbeidzjan · 
Bahrein · 
Bangladesh · 
België · 
Bhutan · 
Bolivia · 
Brazilië · 
Bulgarije · 
Cambodja ·
Canada · 
Chili · 
China · 
Colombia ·
Congo-Brazzaville · 
Congo-Kinshasa · 
Costa Rica · 
Cyprus · 
Denemarken · 
Duitsland · 
Ecuador ·
Egypte · 
Engeland · 
Equatoriaal-Guinea ·
Estland · 
Finland · 
Frankrijk · 
Gabon · 
Gambia ·
Georgië · 
Ghana · 
Griekenland ·
Honduras · 
Hongarije · 
Hongkong · 
Ierland · 
IJsland · 
India · 
Indonesië · 
Irak · 
Iran · 
Italië ·
Jamaica · 
Japan · 
Jemen · 
Jordanië · 
Kameroen · 
Kazachstan · 
Kirgizië · 
Koeweit · 
Kroatië ·
Laos ·
Letland ·
Libanon · 
Libië · 
Liechtenstein · 
Litouwen ·
Luxemburg · 
Macau ·  
Maleisië · 
Mali · 
Marokko · 
Mauritanië · 
Mexico · 
Moldavië ·
Mongolië · 
Namibië · 
Nederland · 
Nepal · 
Nieuw-Zeeland · 
Nigeria · 
Noord-Korea ·
Noord-Macedonië ·
Noorwegen ·
Oeganda · 
Oekraïne · 
Oezbekistan · 
Oman · 
Oost-Timor ·
Pakistan ·
Palestina · 
Panama ·
Paraguay · 
Peru ·
Polen · 
Portugal · 
Qatar · 
Rusland · 
Schotland · 
Senegal · 
Singapore · 
Slovenië · 
Slowakije · 
Soedan · 
Spanje · 
Sri Lanka · 
Syrië · 
Tadzjikistan · 
Taiwan · 
Tanzania · 
Thailand · 
Togo · 
Trinidad en Tobago · 
Tsjechië · 
Tunesië · 
Turkije · 
Turkmenistan · 
Uruguay · 
Venezuela · 
Verenigde Arabische Emiraten · 
Verenigde Staten · 
Vietnam · 
Wales · 
Wit-Rusland · 
Zambia ·
Zimbabwe ·
Zuid-Afrika · 
Zuid-Jemen · 
Zuid-Korea · 
Zweden
Argentinië (1992) · 
Argentinië (2022) · 
Egypte (2018) · 
Oekraïne (2006) · 
Rusland (2018) ·
Spanje (2006) ·
Tunesië (2006) ·
Uruguay (2018)
1. ↑  https://www.nu.nl/sport/754690/spanje-geeft-visitekaartje-af.html
2. ↑  http://news.bbc.co.uk/sport2/hi/football/world_cup_2006/4853264.stm
3. ↑  https://www.vi.nl/nieuws/de-hoogtepunten-van-oekranetunesi
4. ↑  https://www.standaard.be/cnt/dmf23062006_088